# Washing Machine
Washing Machine è il nono album studio dei Sonic Youth.

## Tracce
Testi e musiche di Sonic Youth.
1. Becuz – 4:43
2. Junkie's Promise – 4:02
3. Saucer-Like – 4:26
4. Washing Machine – 9:34
5. Unwind – 6:03
6. Little Trouble Girl – 4:30
7. No Queen Blues – 4:35
8. Panty Lies – 4:16
9. [untitled] – 2:49
10. Skip Tracer – 3:49 (Sonic Youth e Leah Singer)
11. The Diamond Sea – 19:36

### Special edition
Nel 1996 è stata pubblicata un'edizione speciale contenente un CD aggiuntivo con alcune tracce registrate dal vivo da France Inter Radio.
1. Starfield Road (live) – 2:40
2. Eric's Trip (live) – 3:28
3. The Diamond Sea (live) – 11:31
4. Teen Age Riot (live) – 6:28

## Formazione

### Gruppo
- Thurston Moore - chitarra e voce
- Kim Gordon - chitarra, basso e voce
- Lee Ranaldo - chitarra e voce
- Steve Shelley - batteria

### Altri musicisti
- Kim Deal - voce (Little Trouble Girl)
- Lorette Velvette - voce (Little Trouble Girl)
- Melissa Dunn - voce (Little Trouble Girl)